# برخیز تا یک سو نهیم این دلق ازرق‌فام را
غزل با مطلعِ «برخیز تا یک سو نهیم این دلق ازرق‌فام را» غزلی است از سعدی در بحر رجز.

## متن
در تصحیحِ محمّدعلی فروغی این غزل ۱۱ بیت دارد و شمارهٔ ۱۵ است.

## توضیحات متن
به گفتهٔ اسدالله بقایی نائینی، در مصرع دوم بیت نخست («بر باد قلاشی دهیم این شرک تقوا نام را»)، قلاشی یعنی بیرون آمدن سالک از لواحق وجود اضافی به خود به اختیار خود. این کلمه در لغت به معنای «ولگردی» است.
در بیت چهارم («از مایهٔ بیچارگی، قطمیر، مردم می‌شود») قِطمیر به سگ اصحاب کهف اشاره دارد. در مصرع دوم این بیت («ماخولیای مهتری، سگ می‌کند بلعام را») بلعام اشاره به بلعم باعورا دارد که در روایات یهودی و اسلامی پیامبری بود که اسم اعظم را می‌دانست و ازین دانش خود سوء استفاده کرد و در قرآن به سگ تشبیه شده‌است.

## اجرا
محمّدرضا شجریان در آلبومِ در خیال و تحت عنوان «قبلهٔ عشق» این غزل را اجرا کرده است.